# Chata Plesnivec
Die Chata Plesnivec (historisch auch Protéž, Hvezdoň oder schlicht Plesnivec genannt; deutsch Edelweißhütte) ist eine Berghütte im slowakischen Gebirge Belianske Tatry (deutsch Belaer Tatra). Sie liegt im oberen Teil des Tal Dolina Siedmich prameňov (deutsch Siebenbrünnental) auf einer Höhe von 1290 m n.m., am südöstlichen Hang des Bergs Bujačí vrch (deutsch Stiernberg, 1947 m n.m.) und unterhalb des Rückens Kozí chrbát mit der Bresche Skalné vráta (deutsch Eisernes Tor, 1620 m n.m.) und ist die einzige Berghütte in der Belaer Tatra.

## Geschichte

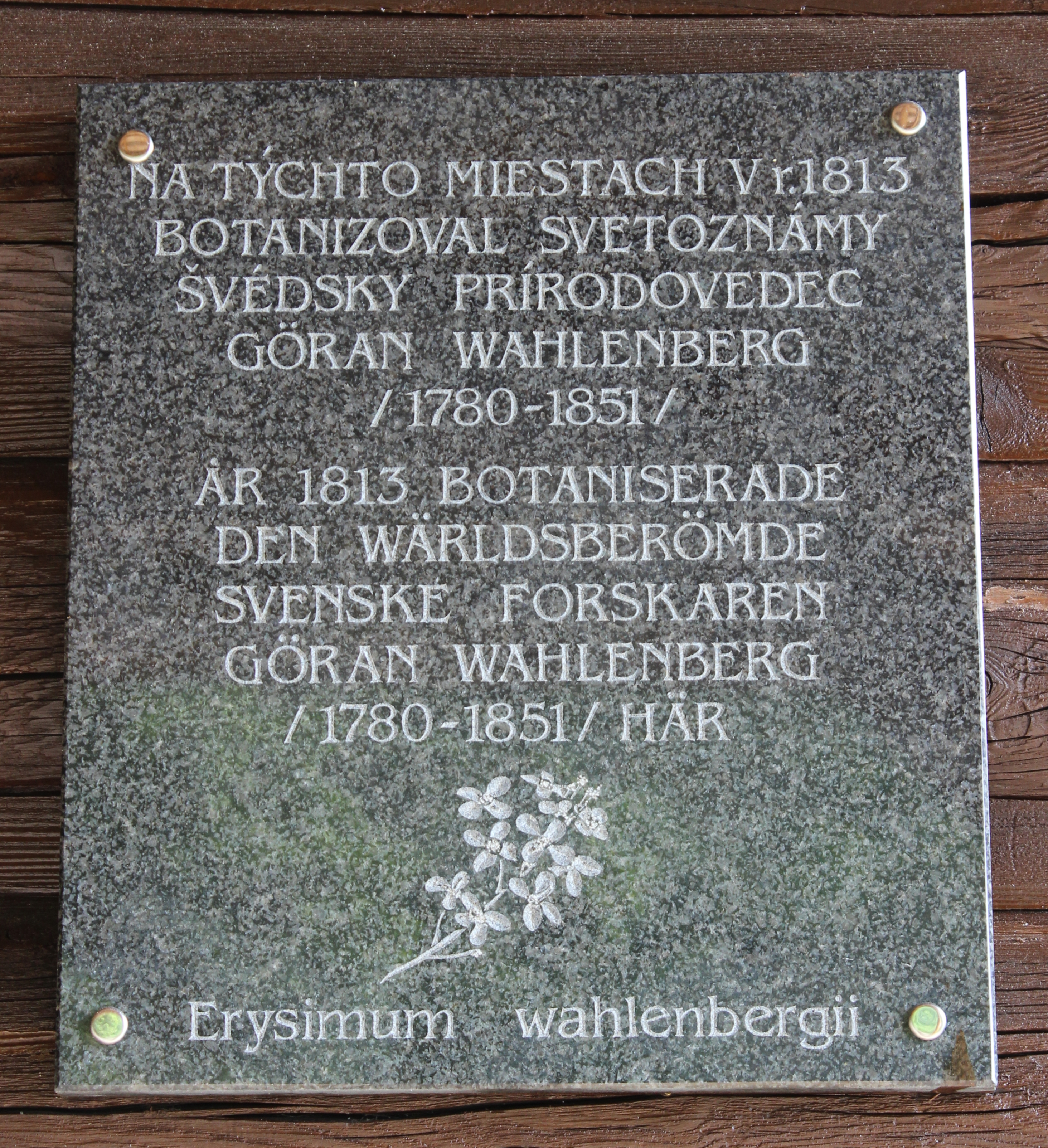
Gedenktafel an Göran Wahlenberg

Die Gegend war spätestens gegen Mitte des 17. Jahrhunderts durch Schatzsucher besucht. Einer von ihnen, ein Kesmarker Bürger und Goldschürfer namens Drechsler, der im späten 18. Jahrhundert hier schürfte, baute für sich eine einfache Hütte unweit der Quellengruppe Sedem prameňov (deutsch Sieben Quellen oder Siebenbrünnen). Sie stand auch nach seinem Tod weiter und wurde als Alm von Hirten und ab dem späten 19. Jahrhundert auch Touristen genutzt und war als Drechslerhäuschen bekannt, befand sich aber 1930 in desolatem Zustand.
Tibor Gresch, ein Bürger der Stadt Spišská Belá (deutsch Zipser Bela) und Funktionär des Karpathenvereins, pachtete 1932 von der Stadt das dem alten Drechslerhäuschen zugehörige Grundstück und baute dort eine Berghütte, die den Namen Edelweißhütte, nach dem im Tal vorkommenden Alpen-Edelweiß, erhielt. Schon 1933 wurde die neue Hütte um einen weiteren Raum für Touristen erweitert, wobei Gresch zuerst den Widerstand einer örtlichen Hirtengesellschaft überwinden musste. 1936 begann ein größerer Zubau um zwei gemeinsame Schlafräume, vier Zimmer im ersten Geschoss, einen Gesellschaftsraum und gläserne Terrasse, zudem wurden die Wanderwege zur Hütte verbessert. An der feierlichen Eröffnung der ausgebauten Hütte am 26. Juni 1938 nahmen neben Funktionären des Karpathenvereins auch der Bürgermeister von Spišská Belá, Karol Roth und sein Sekretär teil. Nach dem abgeschlossenen Ausbau gab es 50 Betten in der Hütte.
Auch während des Zweiten Weltkriegs konnte Gresch seine Hütte weiter betreiben, nach Kriegsende emigrierte er aber und die Hütte wurde 1948 als „deutscher Besitz“ beschlagnahmt. Danach gehörte sie dem Kommunalbetrieb Tatranské chaty in Tatranská Lomnica und bis 1953 dem Betrieb RAJ. 1954 übernahm die damalige Verwaltung des Tatra-Nationalparks die Hütte und richtete hier eine meteorologische Forschungsstation ein, die für die in der Belaer Tatra tätigen Nationalparkarbeiter und Forscher bestimmt war. Für den Betrieb war Eva Růžičková-Kasická zuständig, bis 1965 im Alleingang, nach ihrer Heirat mit dem Fotografen Ján Kasický zusammen mit dem Gatten. Als 1978 beide in den Ruhestand gingen, war das Gebäude unbesetzt und mangels Wartung verfiel es zusehends.
1993 kam die Hütte im Rahmen einer Restitution an die Stadt Spišská Belá zurück, anschließend verpachtete sie der Stadtrat an den örtlichen Bergsteiger Ján Matava, der im Juni 1993 mit der Sanierung der baufälligen Hütte begann. Dafür mussten unter anderem die Anfahrtswege erneuert, die gewitterte Stützmauer neu errichtet und die Balken ausgetauscht werden. Der älteste Teil der Hütte wurde 1994 abgetragen und durch einen Zubau mit einem Gesellschaftsraum, dem Heizungsraum und Sanitäreinrichtungen ersetzt. Die regenreichen Sommermonate in den Jahren 1995 und 1996 verlangsamten den Umbau, als die Anfahrtswege und die neue Stützmauer instand gesetzt werden mussten, trotzdem wurde 1995 die Zentralheizung und 1996 die neue Kläranlage installiert. Die fertige Hütte wurde im Juni 1997 kollaudiert und am 4. Oktober 1997 in einem feierlichen Akt der Öffentlichkeit wieder eröffnet.
2005 wurde auf der Frontfassade eine Gedenktafel an den schwedischen Botaniker Göran Wahlenberg, der 1813 das Tal wegen seiner reichen Flora besuchte, installiert.

## Touristische Erschließung
Die Chata Plesnivec liegt auf einem grün markierten Wanderweg vom Abzweig Šumivý prameň am blau markierten Wanderweg von Tatranská Kotlina heraus, mit der Weiterführung bis zum See Veľké Biele pleso in der Hohen Tatra. Eine andere Möglichkeit ist ein gelb markierter Wanderweg vom Abzweig Čierna voda von Kežmarské Žľaby heraus, der bei der Hütte am grün markierten Wanderweg endet.
Die Hütte bietet Übernachtungsmöglichkeiten (20 Betten, auch im eigenen Schlafsack möglich) sowie Frühstück und Abendessen für Gäste an. Allen Besuchern steht der Imbiss mit warmen und kalten Speisen, ein Souvenirladen und ein Essraum zur Verfügung.